# Synduality
Synduality (stilisiert in Großbuchstaben) ist ein japanisches Mixed-Media-Projekt der Bandai Namco Holdings. Eine von Bandai Namco Filmworks produzierte und von Eight Bit animierte Anime-Fernsehserie mit dem Titel Synduality: Noir wurde im Juli 2023 auf TV Tokyo und seinen Tochtergesellschaften erstmals ausgestrahlt. Zu dem Synduality-Universum gehört auch ein noch nicht veröffentlichtes Videospiel (Stand März 2024), welches den Namen Synduality: Echo of Ada trägt.

## Inhalt

### Vorgeschichte
Nach der Fehlfunktion eines Wettersatellitens vor über 100 Jahren entsteht ein weltweites Unwetter bei dem sich das Gift Blueschist verteilt. Der giftige Regen ließ deformierte Kreaturen, sogenannte Enders entstehen, welche in verschiedenen Formen auftreten. Diese löschen den Großteil der Menschheit aus und werden von Energie angezogen. Um zu überleben, bauen die Menschen dann eine große unterirdische Stadt namens Amasia. In diesem neu erbauten dystopischen Unterschlupf arbeiten sie mit einer künstlichen Intelligenz namens Magus zusammen. Damals entstehen die sogenannten Drifter, menschliche Kämpfer in großen robotischen Anzügen, welche Coffins genannt werden. Durch die Hilfe der Magus konnten die Piloten der schwer bewaffneten Anzüge die metallische Außenseite durchblicken. Jeder Magus hat mindestens eine individuelle Kampffähigkeit, die er in Drifter-Kämpfen einsetzen kann und ihn erschöpft.
2222, 20 Jahre vor dem Zeitpunkt der Serie werden neue Drifter von Erwachsenen ausgebildet. Doch alle Kadetten außer Tokio Licht bilden eine Verschwörung gegen die Ausbilder, weil die Älteren an der Ausbildung festhalten, wohingegen die Schüler die Rückkehr an die Oberfläche wollten. Nachdem die jungen Drifter die Ausbilder überwältigt hatten, frägt Tokios Freund Macht ihn ob er hinter dem Plan steht. Als dieser verneint, wird Tokio von den anderen Kadetten in eine Zelle gesperrt. Doch die beiden Magus Mouton und Schnee verhalfen ihm zur Flucht. Das Ziel der anderen Schüler war es seit dem Zeitpunkt aus, den nicht auf der Erde liegenden Ort Histoire zu erreichen und die Erde von dem Blueschist und Enders zu befreien. Die verbleibenden Schüler bilden die Organisation Ideale, die, angeführt von Weisheit, versucht Histoire zu erreichen.

### Handlung der Serie
Die Serie handelt von dem Jungen Kanata, welcher in einer Ruine die Magus Noir findet. Er wächst in einer oberirdischen Stadt namens Rock Town auf, in der auch seine Freunde leben. Zusammen mit seinem ungewöhnlichen Magus Noir erlebt er in den ersten Folgen verschiedenste Abenteuer und lernt viele Charaktere kennen. Schnell stellt es sich heraus, dass mit seiner Gehilfin Noir etwas nicht stimmt. Deshalb versucht er das Geheimnis von Noirs Identität zu lüften, da sie einen Gedächtnisverlust hat und sich nicht an ihre Vorgeschichte erinnern kann. Als dann ein großes Ender namens Silver Storm entsteht, welches die gesamte Menschheit auszulöschen droht. Als bei der Bekämpfung Noir sich selbstkritische Fragen stellt und einen emotionalen Zusammenbruch erleidet, bildet sich aus ihr Mystere, welche den Gegner mit Leichtigkeit besiegt. Bei Mystere und Noir  handelt es sich jedoch nicht um dieselbe Person. Mystere ist eine auf Kanata sehr abwertend reagierende Person und will, dass Noirs Bewusstsein zurückkommt. Als die jedoch nicht geschieht, bemühen sich die beiden, herauszufinden woran das liegt. Ab einem gewissen Zeitpunkt kann Mystere, gewillt wieder alleine in ihrem eigenen Körper zu existieren, zwischen ihrem und Noirs Charakter wechseln. Nun haben sie sich das Ziel gesetzt, den Ort Histoire zu erreichen, um ihre Fragen zu beantworten. Doch sie werden von Macht aufgehalten, der im Auftrag des Anführers Weisheit Kanata gefangen und töten soll. Dabei zerstört er den Interplanetaren Radar von Karthago und verhindert das Erlangen von Informationen für Kanata und Mystere über Histoire. Im folgenden Kampf tritt plötzlich Tokio in seinem Coffin auf, um gegen Macht zu helfen. Nach dem Kampf verfolgt Tokio Macht zu Ideale nach Amasia, wo er sich scheinbar Ideale anschließt, jedoch passiert das nur, weil er Machts Verhalten zu untersuchen versucht. Als sich Kanata zusammen mit der Magus Ciel, die ein Spion von Ideale ist, nach Amasia aufmachen, um einen Typ-Null-Magus zu besorgen, da Mystere Noir durch ihre komplette Wiederherstellung fast ausgelöscht hätte, wenn Noir sich nicht selbst erhalten, und damit die Systeme des Magus beschädigt hatte, Tokio und Macht. Er wird von ihnen im Kampf besiegt und Ciel gibt ihre Spioninenidentität bekannt. Daraufhin soll sie Kanata töten, was sie jedoch nicht erledigt. Dann fliehen sie und als Weisheit versucht Ciel neu zu formatieren, stirbt sie aufgrund einer Modifikation, da sie Kanata sonst töten müsste. Nachdem er zurückgekehrt ist, wird Noirs Bewusstsein von Mysteres Körper auf Ciels Typ-Null-Magus-Körper übertragen. Somit können Noir und Mystere weiterhin existieren.

## Produktion
Im September 2022 wurde eine Anime-Fernsehserie angekündigt, die von Bandai Namco Filmworks produziert und von Eight Bit animiert wurde. Die Serie mit dem Titel Synduality: Noir wurde von Yusuke Yamamoto inszeniert, während Takashi Aoshima die Drehbücher nach einem Konzept von Hajime Kamoshida schrieb. Kenichirō Katsura entwarf die Charaktere für die Animation und Masato Nakayama komponierte die Musik.

## Veröffentlichung
Die Serie wurde am 11. Juli 2023 auf TV Tokyo und anderen Sendern erstmals ausgestrahlt. Der Eröffnungstitelsong Raytracer wird von Stereo Dive Foundation gesungen, während der Schlusstitelsong Eureka von Arcana Project gesungen wird.
Die Serie wird weltweit auf Disney+, in Lateinamerika auf Star+ und in den Vereinigten Staaten auf Hulu gestreamt.

## Synchronisation
| Rolle  | japanischer Sprecher (Seiyū) |
| ------ | ---------------------------- |
| Noir   | Aoi Koga                     |
| Ciel   | Nagisa Aoyama                |
| Schnee | M.A.O.                       |
| Kanata | Takeo Ōtsuka                 |
| Tokio  | Yūsuke Kobayashi             |
| Mouton | Fuminori Komatsu             |